# Сад Гетсиманський
«Сад Гетсима́нський» — роман з автобіографічними елементами українського письменника Івана Багряного, який було написано в 1948–1950 роки під час еміграції у ФРН. Перше видання роману видрукувано у 1950 році в Новому Ульмі у видавництві «Україна». На ряду з романом «Тигролови» вважається найбільш значущим твором автора.

## Назва
За біблійною легендою, Гетсиманський сад — місце передсмертних мук, молитов Ісуса Христа.

## Проблематика твору
Тип героя І. Багряного, що ввібрав автобіографічні риси, це такий тип, що наполегливо прагне лишитися на позиціях загальнолюдських ідеалів та моралі, прагне не дати втягнути себе в служіння державній тоталітарній машині; головна його мета — лишитися людиною, там де для цього немає можливості.
Роман «Сад Гетсиманський» — це гімн людській гідності на межі буття і смерті, та одночасно і гнівним вироком тоталітарному сталінському режиму, який нищив мільйони людей без слідства і суду, а головне — без вини звинувачених. В творі йдеться про трагічну долю сім'ї сільського коваля Якова Чумака, зокрема, його наймолодшого сина Андрія.
Прізвища змальованих у романі слідчих НКВС, тюремних адміністраторів, в'язнів — невигадані. Автор, як він сам говорив, зберіг їх для того, щоб нащадки знали катів народу, а жертви не залишилися безіменними.
Ідея твору, світоглядна концепція автора розкривається через діалоги між катами і жертвою. Слідчі відстоюють штучний, неприродний світ, в якому «людина є пшик» і де «людей вистачить», скільки не вбивай. А герой терпить будь-які тортури і не ламається, бо за ним гуманістичний світ, де вічна лише людська душа, а політичний режим — минущий. Андрій і його слідчі, мов Христос і Понтій Пілат, проходять перед грядущими віками, перед нами і перед нашими дітьми, і далі — Слідчі Великін, Фрей, Сергеєв, Донець — породження невмолимого механізму сталінської репресивної машини. У кожного з них свої методи і стиль роботи, своя знівечена доля і душа, але спільний на всіх страх і приреченість, приховані жорстокістю і цинізмом.
Страшним був вирок для дітей сільського коваля Чумака. Чотирьом синам і зовсім юній сестрі Галі було суджено пройти усі муки НКВС. Ніхто з них не просив помилування, бо не визнавав «пролетарського правосуддя, здійснюваного закаблуками й палкою», як і «соціалізму, будованого тюрмою і кулею». Заміна розстрілу двадцятирічною каторгою мало що змінила в їхньому сплюндрованому житті. Але віриться, що і через ці довгі роки вони пройдуть без злості і ненависті, винесуть все, що приготувала їм доля, залишаться справжніми патріотами України.

## Сюжет
У романі «Сад Гетсиманський» письменник кидає людину у вогненну пащу диявола, «обираючи» для цього нелюдського іспиту на людяність молодого хлопця Андрія Чумака, розповідає про чотирьох синів Якова Чумака, який ніби «супроводжує» і духовно підтримує свого наймолодшого сина лабіринтами внутрішньої в'язниці НКВС, де він з чиєїсь підлої намови мусить пройти всі кола пекла: тортури, нічні допити, образи, знущання, провокації…
Іван Багряний показує нам, що в той час «червоного дракона» людей вважали за худобу, бидло, шматок ганчірки. Над ними знущалися, мордували, змушували зізнаватись в тому, чого не скоювали, його просто можна назвати «політичним та духовним терором» проти простих, мирних людей.
За час перебування у в'язниці НКВС Андрія Чумака допитували:
1) слідчий Сергеєв. Чумак його розколов, бо Сергеєв погано спав, ймовірно уві сні його мучили сцени побиття арештантів і методи їх допитів.
2) слідчий Донець. Був найтяжчим слідчим і Чумак ледь не розколовся. Для того, щоб протриматись Чумакові довелось «завербувати» Донця. Випадково Андрій у в'язниці зустрів знайомого Донця і дізнався багато інформації про свого слідчого. «Завербувати» — тобто Андрій зізнався, що вони із Донцем разом колись були дисидентами і коли випала нагода в деталях описав Фрею про Донця. За що слідчого теж ув'язнили.
Фінал твору оптимістичний.

## Місце дій
Дії твору розгортаються в Харкові, у в'язницях на Раднаркомівській та Холодній горі.